# 華魯控股
華魯控股集團有限公司，簡稱華魯控股集團，以及華魯控股（英語：Hualu Holdings Comapny Limited），於1985年由山東省政府設立一家控股公司，現時經營煤化工、医药、国际贸易、房地产等行業，該公司前身為「華魯有限公司」。
旗下上市公司包括山東華魯恆升化工股份有限公司、山東新華製藥股份有限公司、中星石化控股有限公司，以及山東魯抗醫藥股份有限公司。
董事長和總經理分別為樊军及李国红。總部位於山东省济南市榜棚街1号。

## 連結
- HualuHoldings.com （页面存档备份，存于）